# Parasphena mauensis
Parasphena mauensis är en insektsart som beskrevs av Kevan, D.K.M. 1948. Parasphena mauensis ingår i släktet Parasphena och familjen Pyrgomorphidae.

## Underarter
Arten delas in i följande underarter:
- P. m. mauensis
- P. m. kamasiensis